# L'illa de l'oblit: Haruka i el mirall màgic
L'illa de l'oblit: Haruka i el mirall màgic (ホッタラケの島 〜遥と魔法の鏡〜, Hottarake no Shima: Haruka to Mahō no Kagami) és una pel·lícula d'animació japonesa del 2009 dirigida per Shinsuke Sato. Va ser produït en commemoració del 50è aniversari de Fuji Television. La pel·lícula va ser nominada al premi a l'Animació excel·lent de l'any al 33ns Premis de l'Acadèmia Japonesa. La pel·lícula es produeix amb el programari 3D Autodesk Maya. Ha estat doblada al català.

## Argument
Després de perdre la seva mare a una edat jove, Haruka ha atresorat el mirall de mà que havia rebut d'ella. A mesura que es va fer gran, es va oblidar del mirall i finalment el va perdre. Un dia, decideix anar a un santuari local i pregar a Inari perquè li tornin el mirall de mà. Després d'una breu migdiada, deixa caure la clau de casa sota els graons, però quan els recupera, una petita criatura semblant a una guineu/porc li agafa la clau. Ella segueix la criatura al bosc i es troba amb un petit estany amb un dels ous que s'ofereixen al santuari. Ella hi posa la mà, però és xuclada per la piscina i aterra en un carro amb la criatura.
La criatura, anomenada Teo, explica a la Haruka que es troba al món dels abandonats, fet de coses oblidades perquè la seva raça no pot fer les coses per si mateixa. La Haruka accepta donar-li el seu clauer si pot ajudar-la a trobar el mirall. Amb Haruka disfressada, els dos pugen en un tramvia fins a la ciutat principal de l'illa de l'Oblit. Després de preguntar a diversos venedors, Haruka descobreix que el mirall té poders màgics, i el va guardar el Baró, el líder de la terra que flota en una aeronau, però que va ser robat. Un grup de pinxos intenten treure la màscara de la Haruka, però en Teo i Haruka escapen.
En una zona de teatre on projecten els records de coses desateses. La Haruka reconeix el seu peluix anomenat Cotton, que està molest perquè Haruka el descuida. Quan els pinxos entren amb un gran enginy semblant a un estruç, la Haruka agafa Cotton i escapen. A casa d'en Teo, la Haruka descobreix que Teo vol construir un avió real. Cotton comparteix que el mirall va ser pres per un grup de bandits clandestins anomenats Petitloss. Mentre en Teo va a buscar aigua, és capturat i lliurat al Baró, que li ordena que ajudi a Haruka a trobar el mirall però que el porti al Baró, que descuidarà el seu crim i també li donarà una gran recompensa de targetes segellades.
Haruka, Teo i Cotton es dirigeixen a l'aire de Littleloss. Aviat es veuen atacats per Petitloss i una gran criatura Petitloss. Cotton treu els fils de la gran criatura i Haruka troba el seu mirall. Encara que escapen de la zona subterrània, el baró arriba per agafar el mirall i segrestar Haruka. En Teo es queda amb un munt de targetes segelades però està molest per la seva elecció de trair la seva amiga.
El baró intenta fer que la Haruka s'empassi una gota d'oblit per eliminar els seus records. Teo diu als habitants que els humans són realment bons. Regala les seves targetes segellades i la gent del poble li construeix un avió que vola. Cotton reuneix el petit-loss per atacar l'aeronau i Haruka s'allibera. El baró activa un munt de robots utilitzant el poder del mirall per agafar Haruka, però ella cau de l'aeronau i es penja d'una pancarta. Cotton ataca el Baró però aquest trenca Cotton en dos i el llança. Haruka se submergeix després de Cotton i cau, però en Teo la rescata a l'avió. L'aeronau del Baró ataca l'avió. Cau sobre una pista del túnel però la fan marxa enrere a temps per sortir. S'estavellen contra l'aeronau. En Teo i en Haruka s'enfilen per l'interior i la sèrie dels altres miralls per intentar aconseguir el mirall de mà. El baró intenta aturar-los, però Haruka agafa el mirall i l'activa. Haruka es troba dins del mirall que mostra records de la seva vida familiar; ella crida. El baró els persegueix fora del mirall, però accidentalment danya l'aeronau, fent que tots els seus miralls volin. Teo agafa el mirall mentre el baró cau i l'aeronau s'estavella i és destruïda. El baró es redueix a una criatura sense màscara i fuig. Més tard, en Teo envia Haruka i Cotton a través del portal, on ella torna al temple i truca al seu pare per trobar-se amb ell per sopar.

## Repartiment de veu
| Personatge         | Japonès          | Anglès                  | Català                |
| ------------------ | ---------------- | ----------------------- | --------------------- |
| Haruka             | Haruka Ayase     | Christine Marie Cabanos | Núria Trifol          |
| Teo                | Miyuki Sawashiro | Cassandra Lee           | Ariadna Giménez       |
| Mare               | Naho Toda        | Julie Ann Taylor        | Carme Calvell         |
| Pare               | Nao Omori        | David Roach             | Carles Lladó          |
| Miho               | Mitsuki Tanimura | Mio Tanaka              | Carmen Ambrós         |
| Baró               | Iemasa Kayumi    | Patrick Seitz           | Alfonso Vallés        |
| Cotton             | Tamaki Matsumoto | Julie Maddalena         | Mar Nicolás           |
| Picanta            | Yuji Ueda        | Mark V. McCollum        | Albert Trifol Segarra |
| Vikki              | Yuko Kaida       | Tara Platt              | Carme Calvell         |
| Decargot           | Hidenari Ugaki   | Kyle Hebert             | Ramon Canals          |
| Soldat germà gran  |                  | George C. Cole          | Francesc Rocamora     |
| Soldat germà petit |                  | Derek Stephen Prince    | Albert Roig           |

## Recepció
La pel·lícula va ser nominada al quart Premi Asia Pacific Screen a la millor pel·lícula d'animació. El 2010, la pel·lícula va guanyar el premi Nippon Cinema Connection al Film Festival Nippon. L'any 2013, és un dels llargmetratges del festival de cinema japonès organitzat per Golden Screen Cinemas a Malàisia.

## Mitjans domèstics
El Blu-ray L'illa de l'oblit: Haruka i el mirall màgic va ser llançat als EUA el 14 d'agost de 2012 per FUNimation Entertainment. Tant els llançaments en Blu-ray com en DVD de la pel·lícula es van estrenar al Japó el 26 de febrer de 2010.

## Videojoc
Un spin-off de videojoc llançat per a Nintendo DS anomenat Oblivion Island: Kanata and the Rainbow Mirror (ホッタラケの島 〜カナタと虹色の鏡〜, Hottarake no Shima: Kanataa to Nijiiro no Kagami) va ser desenvolupat per Climax Entertainment i publicat per Bandai Namco Games el 6 d'agost de 2009 exclusivament al Japó.